# Коммерческая космическая станция Бигелоу

Изображение Коммерческой Космической Станции Бигелоу с капсулой CST-100

Коммерческая космическая станция Бигелоу (англ. Bigelow Commercial Space Station (CSS)) — частный орбитальный космический комплекс, на данный момент существует только в проекте. Разработка частной компании Bigelow Aerospace. Планируется, что станция будет состоять из надувных элементов Sundancer и BA 330, стыковочного узла, солнечных батарей и пристыкованных пилотируемых капсул, и иметь внутренний обитаемый объём существенно больше, чем у МКС.

## Датировка запуска
Изначально вывод на орбиту планировался осуществить в конце 2015 года, позже был перенесён на конец 2017 года. Фактически запуск стал возможен только после введения в эксплуатацию пилотируемых кораблей Dragon и ракеты-носителя Falcon Heavy, с помощью которой планируется выводить модуль ВА330, однако на 2024 год он так и не состоялся. Компания Bigelow Aerospace уволила всех своих сотрудников в 2020 в ходе пандемии COVID-19 и сейчас не функционирует. 

## Этапы строительства
- Запуск модуля Sundancer (или BA 330)
- Полет коммерческого корабля с астронавтами для установки оборудования
- Сборка стыковочного и энергетического модуля
- Запуск и стыковка второго модуля Sundancer (или BA 330)
- Полет второго пилотируемого корабля с дополнительным оборудованием и обеспечением систем возврата экипажа на Землю
- Запуск и стыковка большего модуля BA 330
- Третий полет корабля с экипажем и с оборудованием

## Планы и перспективы
В проекте предусмотрено обеспечение пристыковки разных типов кораблей.
Отелем будут пользоваться частные лица, профессиональные экипажи, а также корпоративные исследователи. Отбирать кандидатуры возможно будет компания Space Adventures